# Michael Dalle Stelle
Michael Dalle Stelle (ur. 5 lipca 1990 w Padwie) – włoski kierowca wyścigowy.

## Kariera

### Początki
Philippe rozpoczął karierę w wyścigach samochodowych w 2007 roku, od startów w Formule Azzurra. Z dorobkiem 27 punktów ukończył sezon na siódmej pozycji w klasyfikacji generalnej.

### Włoska Formuła 3
W latach 2008–2009 Włoch pojawiał się na starcie Włoskiej Formuły 3. W ciągu tych dwóch lat ani raz nie stawał na podium. W 2008 roku uzbierał łącznie 23 punkty, które dały mu dziewiąte miejsce, zaś rok później nie punktował.

### Azjatycka Seria GP2
Na przełomie 2008 i 2009 roku Michael dołączył do stawki Azjatyckiej Serii GP2, gdzie przejechał dziewięć wyścigów z włoską ekipą Durango. Nigdy jednak nie zdobywał punktów.

### International GT Open
W 2010 roku Włoch rozpoczął starty w samochodach GT, w których w 2012 roku startował w International GT Open. W głównej serii raz stanął na podium, a uzbierane 112 punktów dało mu ósme miejsce. W tym samym roku jednak Dalle Stelle dominował w klasie GTS. Trzy zwycięstwa i dziesięć miejsc na podium sprawiły, że zdobył tytuł mistrzowski.

## Statystyki
| Sezon     | Seria                          | Zespół                   | Wyścigi | Zwycięstwa | PP | NO | Podium | Punkty | Pozycja |
| --------- | ------------------------------ | ------------------------ | ------- | ---------- | -- | -- | ------ | ------ | ------- |
| 2007      | Formuła Azzurra                | Corbetta Competizioni    | 14      | 0          | 0  | 0  | 0      | 27     | 7       |
| 2008      | Włoska Formuła 3               | Team Minardi by Corbetta | 15      | 0          | 0  | 0  | 0      | 23     | 9       |
| 2008/2009 | Azjatycka Seria GP2            | Durango                  | 9       | 0          | 0  | 0  | 0      | 0      | 39      |
| 2009      | Włoska Formuła 3               | Europea Corse            | 4       | 0          | 0  | 0  | 0      | 0      | NS      |
| 2009      | Euroseries 3000                | Lazarus                  | 2       | 0          | 0  | 0  | 0      | 1      | 17      |
| 2010      | Italian GT Championship - GT2  | Edil Cris Racing Team    | 13      | 0          | 0  | 0  | 4      | 60     | 11      |
| 2011      | GT Sprint International Series | R.T. Edil Cris           |         |            |    |    |        | 119    | 7       |
| 2012      | International GT Open          | Kessel Racing            | 16      | 0          | 0  | 0  | 1      | 112    | 8       |
| 2012      | International GT Open - GTS    | Kessel Racing            | 16      | 3          | 1  | 0  | 10     | 88     | 1       |

## Wyniki w Azjatyckiej Serii GP2
| Legenda oznaczeń w tabelach wyników Wyświetl szablon na nowej stronie | Legenda oznaczeń w tabelach wyników Wyświetl szablon na nowej stronie                                                                     |
| Oznaczenie                                                            | Wyjaśnienie |
| --------------------------------------------------------------------- | --- |
| Złoty                                                                 | Zwycięzca lub mistrzostwo |
| Srebrny                                                               | 2. miejsce lub wicemistrzostwo |
| Brązowy                                                               | 3. miejsce lub II wicemistrzostwo |
| Zielony                                                               | Ukończył, punktował (w klasyfikacji generalnej, gdy zdobył co najmniej jeden punkt na przestrzeni sezonu, poza trzema powyższymi opcjami) |
| Niebieski                                                             | Ukończył, nie punktował (w klasyfikacji generalnej, gdy nie zdobył co najmniej jednego punktu na przestrzeni sezonu)                      |
| Czerwony                                                              | Nie zakwalifikował się (NZ) |
| Czerwony                                                              | Nie prekwalifikował się (NPK) |
| Różowy                                                                | Nie ukończył (NU) |
| Różowy                                                                | Niesklasyfikowany (NS) (w klasyfikacji generalnej, gdy nie został sklasyfikowany w żadnym wyścigu sezonu)                                 |
| Czarny                                                                | Zdyskwalifikowany (DK) |
| Czarny                                                                | Wykluczony (WYK/EX) |
| Biały                                                                 | Nie wystartował (NW) |
| Biały                                                                 | Kontuzjowany (K/INJ) |
| Biały                                                                 | Wyścig odwołany (OD/C) |
| Bez koloru                                                            | Został wycofany (WYC/WD) |
| Bez koloru                                                            | Nie przybył (NP/DNA) |
| Bez koloru                                                            | Nie brał udziału w treningach (NT/DNP) |
| Bez koloru                                                            | Nie został zgłoszony (–) |
| Pogrubienie                                                           | Start z pole position |
| Kursywa                                                               | Najszybsze okrążenie wyścigu |
| †                                                                     | Nie ukończył, ale jego rezultat został zaliczony ze względu na przejechanie więcej niż 90% dystansu wyścigu.                              |
| *                                                                     | Sezon w trakcie |
| 1/2/3                                                                 | Punktowana pozycja w sprincie kwalifikacyjnym                                                                                             |
| Lista systemów punktacji Formuły 1                                    | |

| Rok       | Zespół  | Wyniki w poszczególnych eliminacjach | Wyniki w poszczególnych eliminacjach | Wyniki w poszczególnych eliminacjach | Wyniki w poszczególnych eliminacjach | Wyniki w poszczególnych eliminacjach | Wyniki w poszczególnych eliminacjach | Wyniki w poszczególnych eliminacjach | Wyniki w poszczególnych eliminacjach | Wyniki w poszczególnych eliminacjach | Wyniki w poszczególnych eliminacjach | Wyniki w poszczególnych eliminacjach | Punkty | Pozycja |
| --------- | ------- | ------------------------------------ | ------------------------------------ | ------------------------------------ | ------------------------------------ | ------------------------------------ | ------------------------------------ | ------------------------------------ | ------------------------------------ | ------------------------------------ | ------------------------------------ | ------------------------------------ | ------ | ------- |
| 2008/2009 | Durango | CHN                                  | CHN                                  | ARE                                  | BHR                                  | BHR                                  | QAT                                  | QAT                                  | MAL                                  | MAL                                  | BHR                                  | BHR                                  | 0      | 39      |
| 2008/2009 | Durango | -                                    | -                                    | 17                                   | 19                                   | 20                                   | 20                                   | 22                                   | 18                                   | 20                                   | NU                                   | 19                                   | 0      | 39      |